# Vargas (Familienname)
Vargas ist ein spanischer und portugiesischer Familienname.

## Herkunft und Bedeutung
Vargas ist ein Wohnstättenname für jemanden, der an einem Hügel (=Vargas) wohnt.

## Namensträger

### A
- Akeem Vargas (* 1990), US-amerikanisch-deutscher Basketballspieler
- Alberto Vargas (1896–1982), peruanisch-amerikanischer Zeichner
- Alberto Gasser Vargas (* 1953), bolivianischer Politiker
- Alicia Vargas (* 1954), mexikanische Fußballspielerin
- Álvaro Vargas Llosa (* 1966), peruanischer Schriftsteller und Publizist
- Andrea Vargas (* 1996), costa-ricanische Leichtathletin
- Andrés Vargas Peña (* 1946), mexikanischer Geistlicher, Bischof von Xochimilco
- Andy Vargas (* 1977), australischer Fußballspieler
- Ángel Vargas (Opernsänger), puerto-ricanischer Opernsänger (Tenor)
- Angel Vargas (Schauspieler), US-amerikanischer Schauspieler
- Ángel Vargas (Tangosänger) (1904–1959), argentinischer Tangosänger
- Antonio Vargas (Schauspieler), spanischer Schauspieler und Tänzer
- Antonio Vargas (Philosoph) (* 1987), israelischer Philosoph
- Antonio Vargas (Boxer) (* 1996), US-amerikanischer Boxer
- António Pinho Vargas (* 1951), portugiesischer Musiker
- Arturo Jirón Vargas († 2014), chilenischer Mediziner und Politiker
- Augusto Vargas Alzamora (1922–2000), peruanischer Geistlicher, Erzbischof von Lima

### B
- Bartolomé Vargas Lugo, mexikanischer Fußballtorwart
- Begoña Vargas (* 1999), spanische Schauspielerin
- Benjamín Núñez Vargas (1915–1994), costa-ricanischer Priester und Diplomat

### C
- Camilo Vargas (* 1989), kolumbianischer Fußballtorhüter
- Carlos Antonio Vargas Guatatuca (1958–2025), ecuadorianischer Politiker
- Carlos Cortés Vargas (1883–1954), kolumbianischer Militär
- Carolina Vargas (* 1990), chilenische Schauspielerin
- César Vargas (César Fabián Vargas Cáceres; * 1989), uruguayischer Fußballspieler
- Chavela Vargas (1919–2012), mexikanische Sängerin
- Cristian Vargas (* 1983), bolivianischer Fußballspieler
- Cuauhtémoc Vargas Almaguer (* 1962), mexikanischer Fußballspieler

### D
- Daniele Vargas (1922–1981), italienischer Schauspieler
- Darci Vargas (1895–1968), brasilianische First Lady, Ehefrau von Getúlio Vargas
- Delis Vargas (* 1994), uruguayischer Fußballspieler
- Donna Vargas (* 1975), brasilianische Pornodarstellerin und Filmproduzentin

### E
- Eduardo Vargas (Eduardo Jesús Vargas Rojas; * 1989), chilenischer Fußballspieler
- Eduardo Vargas Herrera (1933–1996), chilenischer Architekt
- Eleonora Vargas, italienische Schauspielerin
- Emanuel Vargas (1988), argentinisch-chilenischer Fußballspieler
- Emma Vargas (Emma Paulina Vargas de Benavides, * 1943), peruanische Politikerin
- Ernesto Vargas (* 1961), uruguayischer Fußballspieler
- Estefania Cortes-Vargas (* 1991), kanadische Politikerin (NDP)
- Eva Vargas (1930–2010), deutsche Künstlerin

### F
- Fabián Vargas, Spielername von César Vargas (César Fabián Vargas Cáceres; * 1989), uruguayischer Fußballspieler
- Fabián Andrés Vargas (Fabián Andrés Vargas Rivera; * 1980), kolumbianischer Fußballspieler
- Fausto Vargas (1947–2022), mexikanischer Fußballspieler
- Fernando Vargas (* 1977), US-amerikanischer Boxer
- Fernando Vargas Ruiz de Somocurcio (1918–2003), peruanischer Geistlicher, Erzbischof von Arequipa
- Filipe Vargas (* 1972), portugiesischer Film- und Fernsehschauspieler
- Francisco Vargas (* 1984), mexikanischer Boxer
- Francisco Melitón Vargas y Gutiérrez (1822–1896), mexikanischer Geistlicher, Bischof von Tlaxcala
- Fred Vargas (eigentlich Frédérique Audoin-Rouzeau; * 1957), französische Schriftstellerin und Historikerin
- Freddy Vargas (* 1982), venezolanischer Radrennfahrer

### G
- Gabriel Vargas (* 1983), chilenischer Fußballspieler
- Gabriela García Vargas (* 1992), österreichische Schauspielerin
- Germán Vargas Lleras (* 1962), kolumbianischer Rechtsanwalt und Politiker
- Gery Vargas (* 1981), bolivianischer Fußballschiedsrichter
- Getúlio Vargas (1882–1954), brasilianischer Politiker, Staatspräsident 1930 bis 1945 und 1950 bis 1954
- Gloria Cáceres Vargas (* 1947), peruanische Schriftstellerin
- Gloria Rojas Vargas, chilenische Theologin und Kirchenfunktionärin
- Gonzalo Vargas (* 1981), uruguayischer Fußballspieler
- Gonzalo Pérez de Vargas (* 1991), spanischer Handballspieler
- Gregorio Vargas (* 1970), mexikanischer Boxer
- Guillermo León Sáenz Vargas, bekannt als Alfonso Cano (1948–2011), kolumbianischer Guerillaführer
- Gustavo Vargas (* 1955), mexikanischer Fußballspieler und -trainer

### H
- Héctor Eduardo Vargas Bastidas (1951–2022), chilenischer Ordensgeistlicher, Bischof von Temuco
- Hency Martínez Vargas (* 1958), kolumbianischer Geistlicher, Bischof von La Dorada-Guaduas

### I
- Itzel Vargas (* 2000), mexikanische Handballspielerin

### J
- Jacob Vargas (* 1971), mexikanischer Schauspieler
- Jake Vargas (* 1992), philippinischer Schauspieler
- Jaime Vargas Vargas (* 1979), ecuadorianischer Politiker und Verbandsfunktionär
- Javier Vargas (Musiker) (* 1955/1958), spanischer Gitarrist
- Javier Vargas Rueda (* 1941), mexikanischer Fußballtorwart
- Jeferson Vargas (* 1984), kolumbianischer Radrennfahrer
- Jeisson Vargas (* 1997), chilenischer Fußballspieler
- Jessie Vargas (* 1989), mexikanischer Boxer
- Jesus Vargas (1905–1994), philippinischer Generalleutnant und Politiker
- Jo Vargas (* 1957), französische Malerin
- John Vargas (* 1961), US-amerikanischer Wasserballspieler
- Jorge Vargas González (* 1967), chilenische Politikerin und Sängerin
- Jorge Alfredo Vargas Angulo, kolumbianischer Journalist und Moderator
- Jorge Bernal Vargas (1929–2023), mexikanischer Ordensgeistlicher, Prälat von Chetumal
- Jorge Francisco Vargas (* 1976), chilenischer Fußballspieler
- Jorge Luis Acevedo Vargas (* 1943), costa-ricanischer Musikethnologe, Sänger (Bariton), Komponist und Chorleiter
- Jorge Luis Vargas Valencia (* 1967), kolumbianischer Polizeigeneral
- Jorgito Vargas junior (* 1977), kanadischer Schauspieler
- José Vargas (Basketballspieler, 1963) (José Luis Vargas, „El Grillo“; * 1963), dominikanischer Basketballspieler
- José Vargas (Basketballspieler, 1982) (José Gregorio Vargas Díaz; * 1982), venezolanischer Basketballspieler
- Jose Antonio Vargas (* 1981), philippinisch-amerikanischer Journalist
- José de Jesús Martinez Vargas (1897–1987), kolumbianischer römisch-katholischer Geistlicher, Bischof von Armenia
- José Israel Vargas (1928–2025), brasilianischer Chemiker und Politiker
- José Vicente Huertas Vargas (1940–2023), kolumbianischer Geistlicher, Bischof von Garagoa
- Joseph Vargas (* 1955), US-amerikanischer Wasserballspieler
- Juan Vargas (Politiker) (* 1961), US-amerikanischer Politiker
- Juan Vargas (Judoka) (Juan Carlos Vargas Barneond; * 1963), salvadorianischer Judoka
- Juan Vargas (Squashspieler) (* 1994), kolumbianischer Squashspieler
- Juan Vargas Aruquipa (* 1947), bolivianischer Geistlicher, Bischof von Coroico
- Juan Manuel Vargas (* 1983), peruanischer Fußballspieler
- Juan Pablo Vargas (* 1995), costa-ricanischer Fußballspieler
- Juana Vargas de las Heras (1870–1947), spanische Tänzerin, siehe Juana la Macarrona
- Julian Vargas (* 2000), bolivianischer Sprinter
- Juvenal Vargas (* 1955), chilenischer Fußballspieler

### K
- Kaki Vargas, dominikanischer Sänger
- Kelly Vargas Gonzalez (* 2004), kolumbianische Tennisspielerin
- Kenneth Vargas (Fußballspieler, 1979) (Kenneth Vargas Aguilar, * 1979), costa-ricanischer Fußballspieler
- Kenneth Vargas (Fußballspieler, 2002) (Kenneth Gerardo Vargas Vargas, * 2002), costa-ricanischer Fußballspieler

### L
- Laura Vargas Koch (* 1990), deutsche Judoka
- Luciano Urdaneta Vargas (1825–1899), venezolanischer Ingenieur und Architekt
- Luis de Vargas (Maler) (1502–1567/1568), spanischer Maler
- Luis de Vargas (Dramatiker) (Luis de Vargas y Soto; 1891–1949), spanischer Dramatiker
- Luis Vargas (Musiker) (* 1961), dominikanischer Sänger und Gitarrist
- Luis Vargas (Turner) (Luis Felipe Vargas Velázquez; * 1983), puerto-ricanischer Turner
- Luis Vargas Rosas (1897–1977), chilenischer Maler
- Luis Andrés Vargas Gómez (1915–2003), kubanischer Anwalt, Ökonom und Diplomat

### M
- Mailín Vargas (* 1983), kubanische Kugelstoßerin
- Manuel Maldonado Vargas (* 1999), venezolanischer Autorennfahrer
- Manuela Vargas (1941–2007), spanische Tänzerin und Choreografin
- Marcelino Vargas (1921–?), paraguayischer Fußballspieler
- Marco Antonio Álvarez Vargas, peruanischer Oberst und Politiker, siehe Marco Álvarez
- María José Vargas (* 2001), kolumbianische Schauspielerin
- Mario Vargas Llosa (1936–2025), peruanischer Schriftsteller und Politiker
- Matheus Vargas (* 1996), brasilianischer Fußballspieler
- Matías Vargas (* 1997), argentinischer Fußballspieler
- Mercedes Miriam Vargas Iribar (* 1971), kubanisch-österreichische Tänzerin, Choreografin und Schauspielerin, siehe Vargas Twins
- Miriam Mercedes Vargas Iribar (* 1971), kubanisch-österreichische Tänzerin, Choreografin und Schauspielerin, siehe Vargas Twins

### N
- Nediam Vargas (* 1994), venezolanische Leichtathletin
- Neri Menor Vargas (* 1960), peruanischer Geistlicher, Bischof von Carabayllo
- Nicolás Vargas (* 1993), chilenischer Fußballspieler

### O
- Obed Vargas (* 2005), US-amerikanisch-mexikanischer Fußballspieler
- Orestes Rodríguez Vargas (1943–2024), peruanisch-spanischer Schachspieler
- Osvaldo Vargas (* 1957), chilenischer Fußballspieler

### P
- Paulo Vargas (* 1979), costa-ricanischer Radrennfahrer
- Pedro Vargas (1904–1989), mexikanischer Sänger

### Q
- Quintín Vargas (1905–1943), chilenischer Fußballspieler

### R
- Ramón Vargas (* 1960), mexikanischer Sänger (Tenor)
- Rey Vargas (* 1990), mexikanischer Boxer
- Rodrigo Alejandro Vargas (* 1978), chilenisch-australischer Fußballspieler
- Ronald Vargas (* 1986), venezolanischer Fußballspieler
- Rosario Vargas (* 2002), panamaische Fußballspielerin
- Rubén Vargas (* 1998), Schweizer Fußballspieler

### S
- Sergio Vargas (Sänger) (* 1963), dominikanischer Merenguesänger
- Sergio Vargas (Fußballspieler, 1965) (* 1965), chilenischer Fußballtorwart
- Sergio Vargas (Eishockeyspieler), kolumbianischer Eishockeyspieler
- Sergio Vargas (Fußballspieler, II), uruguayischer Fußballspieler
- Sergio Vargas (Fußballspieler, 1980) (* 1980), chilenischer Fußballspieler
- Servando Vargas, mexikanischer Fußballspieler und -trainer
- Silenis Vargas (* 2002), venezolanische Hammerwerferin

### T
- Taliana Vargas (* 1987), kolumbianische Schauspielerin und Model

### U
- Ulises Aurelio Casiano Vargas (1933–2018), puerto-ricanischer Geistlicher, Bischof von Mayagüez

### V
- Valentin de Vargas (1935–2013), US-amerikanischer Schauspieler
- Valentina Vargas (* 1964), chilenische Schauspielerin

### W
- Walter Vargas (* 1992), kolumbianischer Radrennfahrer
- Wilfrido Vargas (* 1949), dominikanischer Sänger, Trompeter und Bandleader